# Anisodes lancearia
Anisodes lancearia là một loài bướm đêm trong họ Geometridae.